# Hil renal
L'hil renal (o hil del ronyó) és la fissura central encastada del ronyó. La vora medial del ronyó és còncava al centre i convexa cap a qualsevol de les extremitats, que es dirigeix cap endavant i una mica cap avall, i en aquesta part central té aquesta fissura longitudinal profunda, limitada per uns prominents llavis anterior posterior. Per aquesta fissura passen l'artèria i la vena renals, els nervis i la pelvis renal.